# Tangui van Schingen
Tangui van Schingen (Woensdrecht, 10 de abril de 2004) es un deportista neerlandés que compite en parkour. Ganó dos medallas de bronce en el Campeonato Mundial de Parkour, en los años 2022 y 2024.

## Palmarés internacional
| Campeonato Mundial | Campeonato Mundial | Campeonato Mundial | Campeonato Mundial |
| Año                | Lugar              | Medalla            | Prueba             |
| ------------------ | ------------------ | ------------------ | ------------------ |
| 2022               | Tokio (Japón)      | Medalla de bronce  | Velocidad          |
| 2024               | Kitakyushu (Japón) | Medalla de bronce  | Estilo libre       |